# Amin Askar
Amin Soleiman Askar (eti. Aamiin Askaar; ar. امين عسكر; Teferebar, 1º ottobre 1985) è un ex calciatore norvegese, di ruolo centrocampista.

## Biografia
Nato in Etiopia, è arrivato in Norvegia all'età di due anni.

## Caratteristiche tecniche
È un calciatore bravo sia in fase difensiva che in quella offensiva. Solitamente viene impiegato come ala, ma a volte è stato utilizzato anche come terzino, sia sulla fascia destra che su quella sinistra.

## Carriera

### Club
Askar ha debuttato nella 1. divisjon con la maglia del Moss, in data 13 aprile 2003, partendo da titolare nel pareggio per 0-0 in casa dell'Haugesund. Il 16 maggio dello stesso anno, ha realizzato una rete ai danni dello Strømsgodset, contribuendo così al successo per 2-1 della sua squadra. Ha saltato l'intero campionato 2005 dopo essersi rotto i legamenti. È stato ceduto al termine del campionato 2008, anche a causa delle difficoltà economiche del Moss.
Nel 2009, è stato ingaggiato dal Fredrikstad. Non è stata comunicata ufficialmente la cifra del trasferimento, ma i media l'hanno quantificata in circa 1.000.000 di corone, più vari bonus legati a presenze e percentuali di futura vendita. Ha potuto così debuttare nella massima divisione del campionato norvegese, quando è subentrato a Raymond Kvisvik nel pareggio per 1-1 contro il Sandefjord, datato 5 aprile. Il 1º giugno dello stesso anno ha siglato il primo gol con la maglia del nuovo club, decidendo l'incontro con lo Start, terminato 1-0. Il 30 luglio 2009 ha esordito nelle competizioni europee per club: è stato infatti titolare nell'incontro di Europa League 2009-2010 tra Fredrikstad e Lech Poznań, dove la sua squadra è stata sconfitta in casa per 1-6. Alla fine dell'Eliteserien 2009 la sua squadre è retrocessa, ma Askar è rimasto anche nella 1. divisjon, contribuendo all'immediata promozione del club. È rimasto in forza al Fredrikstad per un'ultima stagione.
Il 20 febbraio 2012 è stato reso noto il suo passaggio al Brann. Ha debuttato con questa maglia il 25 marzo, trovando anche la via del gol nella sconfitta per 3-1 sul campo del Rosenborg. È andato a segno per tre partite consecutive (la già citata sfida contro il Rosenborg, poi contro il Sandnes Ulf e il Molde). Al termine del campionato 2014, il Brann è retrocesso in 1. divisjon.
Il 29 marzo 2015, il Sarpsborg 08 ha annunciato d'aver ingaggiato Askar con la formula del prestito. Ha esordito in squadra il 6 aprile, schierato titolare nella vittoria per 0-1 sul campo del Tromsø. Il 29 aprile ha segnato la prima rete con questa casacca, nel 2-0 inflitto all'Odd. Ha chiuso la stagione con 31 presenze e 4 reti, tra tutte le competizioni; ha poi fatto ritorno al Brann per fine prestito.
Il 3 gennaio 2016, sul proprio account Twitter, i turchi del Şanlıurfaspor hanno annunciato d'aver ingaggiato Askar, che ha firmato col nuovo club un contratto valido per il successivo anno e mezzo. Ha esordito nella 1. Lig in data 17 gennaio, schierato titolare nella sconfitta per 3-2 sul campo dell'Adanaspor. Il 17 aprile 2016 ha segnato la prima rete, nella vittoria per 1-3 in casa del Kayseri Erciyesspor. È rimasto in squadra fino alla scadenza del contratto, totalizzando 40 presenze ed una rete tra campionato e coppa, nell'arco di una stagione e mezzo.
Il 4 giugno 2017, il Sarpsborg 08 ha ufficializzato sul proprio sito internet d'aver ingaggiato Askar, a parametro zero: il giocatore ha firmato un contratto valido fino al 31 dicembre 2019 ed ha scelto di vestire la maglia numero 77. Il trasferimento sarebbe stato ratificato a partire dal 20 luglio, data di riapertura del calciomercato locale.
Il 20 dicembre 2019 ha firmato un contratto annuale con il Kristiansund. Il 22 aprile 2021 ha siglato un nuovo accordo biennale con il club.
Il 17 gennaio 2023 ha fatto ritorno al Moss, neopromosso in 1. divisjon. Il 7 luglio seguente si è ritirato dal calcio professionistico.

### Nazionale
Ad ottobre 2013, si è cominciato a parlare di una possibile convocazione di Askar nell'Etiopia. Raggiunto dai microfoni dei giornalisti norvegesi, il giocatore ha dichiarato di non voler parlare di questa ipotesi finché non ci sarebbe stato qualcosa di concreto, ammettendo però che sarebbe stato un sogno rappresentare l'Etiopia e giocare la fase finale di un campionato mondiale. Sewnet Bishaw, commissario tecnico della Nazionale etiope, ha spiegato che Askar, per essere convocato, avrebbe dovuto presentare domanda scritta alla federazione locale e che avrebbe dovuto fornire dei video perché potesse essere valutato. Precedentemente, Askar ha rappresentato la Norvegia under 18 e Under-19.
Il 6 ottobre 2014, Askar è stato convocato dalla Nazionale etiope in vista di due partite contro il Mali, valide per le qualificazioni alla Coppa delle Nazioni Africane 2015.

## Statistiche

### Presenze e reti nei club
Statistiche aggiornate al 16 luglio 2023.
| Stagione               | Club                   | Campionato             | Campionato | Campionato | Coppe nazionali | Coppe nazionali | Coppe nazionali | Coppe continentali | Coppe continentali | Coppe continentali | Supercoppe | Supercoppe | Supercoppe | Totale | Totale |
| Stagione               | Club                   | Comp                   | Pres       | Reti       | Comp            | Pres            | Reti            | Comp               | Pres               | Reti               | Comp       | Pres       | Reti       | Pres   | Reti   |
| ---------------------- | ---------------------- | ---------------------- | ---------- | ---------- | --------------- | --------------- | --------------- | ------------------ | ------------------ | ------------------ | ---------- | ---------- | ---------- | ------ | ------ |
| 2003                   | Moss                   | 1D                     | 23         | 1          | CN              | ?               | ?               | -                  | -                  | -                  | -          | -          | -          | ?      | ?      |
| 2004                   | Moss                   | 1D                     | 15         | 2          | CN              | ?               | ?               | -                  | -                  | -                  | -          | -          | -          | ?      | ?      |
| 2005                   | Moss                   | 1D                     | 0          | 0          | CN              | 0               | 0               | -                  | -                  | -                  | -          | -          | -          | 0      | 0      |
| 2006                   | Moss                   | 1D                     | 23         | 6          | CN              | ?               | ?               | -                  | -                  | -                  | -          | -          | -          | ?      | ?      |
| 2007                   | Moss                   | 1D                     | 25         | 7          | CN              | ?               | ?               | -                  | -                  | -                  | -          | -          | -          | ?      | ?      |
| 2008                   | Moss                   | 1D                     | 22         | 6          | CN              | ?               | ?               | -                  | -                  | -                  | -          | -          | -          | ?      | ?      |
| 2009                   | Fredrikstad            | ES                     | 27+1       | 3+0        | CN              | 4               | 1               | UEL                | 2                  | 0                  | -          | -          | -          | 34     | 4      |
| 2010                   | Fredrikstad            | 1D                     | 27+3       | 4+1        | CN              | 3               | 2               | -                  | -                  | -                  | -          | -          | -          | 33     | 7      |
| 2011                   | Fredrikstad            | ES                     | 26         | 1          | CN              | 5               | 2               | -                  | -                  | -                  | -          | -          | -          | 31     | 3      |
| Totale Fredrikstad     | Totale Fredrikstad     | Totale Fredrikstad     | 80+4       | 8+1        |                 | 12              | 5               |                    | -                  | -                  |            | -          | -          | 96     | 14     |
| 2012                   | Brann                  | ES                     | 23         | 8          | CN              | 4               | 0               | -                  | -                  | -                  | -          | -          | -          | 27     | 8      |
| 2013                   | Brann                  | ES                     | 29         | 9          | CN              | 2               | 0               | -                  | -                  | -                  | -          | -          | -          | 31     | 9      |
| 2014                   | Brann                  | ES                     | 28+2       | 4+0        | CN              | 4               | 2               | -                  | -                  | -                  | -          | -          | -          | 34     | 6      |
| Totale Brann           | Totale Brann           | Totale Brann           | 80+2       | 21+0       |                 | 10              | 2               |                    | -                  | -                  |            | -          | -          | 92     | 23     |
| 2015                   | Sarpsborg 08           | ES                     | 26         | 2          | CN              | 5               | 2               | -                  | -                  | -                  | -          | -          | -          | 31     | 4      |
| gen.-giu. 2016         | Şanlıurfaspor          | 1L                     | 17         | 1          | CN              | 1               | 0               | -                  | -                  | -                  | -          | -          | -          | 18     | 1      |
| 2016-2017              | Şanlıurfaspor          | 1L                     | 15         | 0          | CN              | 7               | 0               | -                  | -                  | -                  | -          | -          | -          | 22     | 0      |
| Totale Şanlıurfaspor   | Totale Şanlıurfaspor   | Totale Şanlıurfaspor   | 32         | 1          |                 | 8               | 0               |                    | -                  | -                  |            | -          | -          | 40     | 1      |
| lug.-dic. 2017         | Sarpsborg 08           | ES                     | 11         | 0          | CN              | 3               | 0               | -                  | -                  | -                  | -          | -          | -          | 14     | 0      |
| 2018                   | Sarpsborg 08           | ES                     | 24         | 4          | CN              | 2               | 0               | UEL                | 13                 | 1                  | -          | -          | -          | 39     | 5      |
| 2019                   | Sarpsborg 08           | ES                     | 13         | 0          | CN              | 0               | 0               | -                  | -                  | -                  | -          | -          | -          | 13     | 0      |
| Totale Sarpsborg 08    | Totale Sarpsborg 08    | Totale Sarpsborg 08    | 74         | 6          |                 | 10              | 2               |                    | -                  | -                  |            | -          | -          | 97     | 9      |
| 2020                   | Kristiansund BK        | ES                     | 28         | 2          | -               | -               | -               | -                  | -                  | -                  | -          | -          | -          | 28     | 2      |
| 2021                   | Kristiansund BK        | ES                     | 18         | 0          | CN              | 2               | 0               | -                  | -                  | -                  | -          | -          | -          | 20     | 0      |
| 2022                   | Kristiansund BK        | ES                     | 19         | 0          | CN              | 2               | 1               | -                  | -                  | -                  | -          | -          | -          | 21     | 1      |
| Totale Kristiansund BK | Totale Kristiansund BK | Totale Kristiansund BK | 65         | 2          |                 | 4               | 1               |                    | -                  | -                  |            | -          | -          | 69     | 3      |
| gen.-lug. 2023         | Moss                   | 1D                     | 8          | 0          | CN              | 3               | 0               | -                  | -                  | -                  | -          | -          | -          | 11     | 0      |
| Totale Moss            | Totale Moss            | Totale Moss            | 116        | 22         |                 | ?               | ?               |                    | -                  | -                  |            | -          | -          | ?      | ?      |
| Totale                 | Totale                 | Totale                 | 449+6      | 60+1       |                 | ?               | ?               |                    | -                  | -                  |            | -          | -          | ?      | ?      |